# Maja Lidia Kossakowska
Maja Lidia Kossakowska-Grzędowicz, (1972 Varšava – 23. května 2022) byla polská autorka fantasy literatury.

## Život
Vystudovala střední uměleckou školu a poté získala magisterský titul na fakultě středomořské archeologie Varšavské univerzity. Pracovala jako novinářka, připravovala dokumentární pořady pro televizi, za svoji hlavní profesi ale považovala literární tvorbu.

## Dílo
Debutovala povídkou Moucha otištěnou v roce 1997 v časopise Fenix. V roce 2001 obdržela Stříbrný glóbus (Srebrny Glob – polská literární cena) v kategorii nejlepší povídka roku za prózu Beznogi tancerz (volně přeloženo jako Beznohý tanečník). Během dvou let byla čtyřikrát nominována na cenu Janusza A. Zajdla (každoročně udělovaná cena za fantasy literaturu).

Napsala tři knihy s tematikou andělů: Obrońcy Królestwa (volně přeloženo jako Obránci království, sbírka povídek, 2003), Siewca Wiatru (Rozsévač větru, román, 2004; jeho jedinečnost spočívá ve speciálním slovníku názvů, jmen a pojmů které Kossakowska vytvořila pro označení skutečností ze světa andělů) a Żarna niebios (volně přeloženo jako Zrní nebes, soubor povídek, 2008; reedice souboru Obrońcy Królestwa doplněná o další dvě povídky).

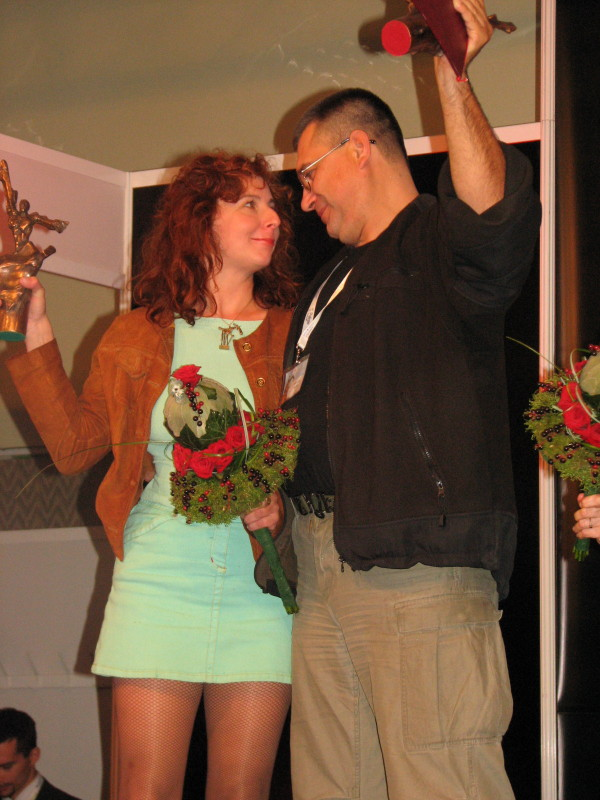
Maja Lidia Kossakowska

. Její román Ruda sfora z roku 2007 je inspirován duchovním světem sibiřského šamanismu. V roce 2009 jí vyšly čtyři pověsti souborně pod názvem Upiór Południa (volně přeloženo jako Upír jihu).
V češtině vyšly Kossakowské čtyři tituly: Pouta krve (Zoner Press, 2014), Řád kraje světa – svazek první a druhý (Triton, 2012) , Rozsévač větru (Triton, 2008)

### Knihy
- Obrońcy Królestwa, zbiór opowiadań (RUNA 2003)
- Siewca Wiatru, powieść (Fabryka Słów, styczeń 2004) – v čeština jako Rozsévač větru (Triton, 2008)
- Zakon Krańca Świata, tom 1, powieść (Fabryka Słów, lipiec 2005) – v češtině jako Řád kraje světa – svazek 1 (Triton, 2012)
- Zakon Krańca Świata, tom 2, powieść (Fabryka Słów, sierpień 2006) – v češtině jako Řád kraje světa – svazek 2 (Triton, 2012)
- Więzy krwi, zbiór opowiadań (Fabryka Słów, luty 2007) – v češtině jako Pouta krve (Zoner Press, 2014)
- Ruda sfora, powieść (Fabryka Słów, sierpień 2007)
- Siewca Wiatru, powieść, reedycja (Fabryka Słów 2007)
- Żarna niebios, zbiór opowiadań, reedycja Obrońców Królestwa uzupełniona o dwa nowe opowiadania (Fabryka Słów, sierpień 2008)
- Upiór południa. Czerń, powieść (Fabryka Słów, lipiec 2009)
- Upiór południa. Pamięć Umarłych, powieść (Fabryka Słów, sierpień 2009)
- Upiór południa. Burzowe Kocię, powieść (Fabryka Słów, wrzesień 2009)
- Upiór południa. Czas mgieł, powieść (Fabryka Słów, październik 2009)
- Zbieracz Burz, tom 1, powieść, kontynuacja Siewcy Wiatru (Fabryka Słów, luty 2010)
- Zbieracz Burz, tom 2, powieść, (Fabryka Słów, wrzesień 2010)
- Grillbar Galaktyka, powieść, (Fabryka Słów, październik 2011)
- Takeshi Cień Śmierci, tom 1, powieść (Fabryka Słów, kwiecień 2014)

### Povídky
- Mucha ("Fenix" nr 60, styczeń 1997)
- Sól na pastwiskach niebieskich ("Fenix" nr 86, lipiec 1999, zbiór opowiadań Obrońcy Królestwa, RUNA 2003)
- Schizma ("Fenix" nr 88, wrzesień 1999)
- Hekatomba ("Fenix" nr 90, 2000)
- Wieża zapałek ("Magia i Miecz", kwiecień 2000, zbiór opowiadań Obrońcy Królestwa, RUNA 2003)
- Kosz na śmierci ("Fenix" nr 93, 2000, zbiór opowiadań Obrońcy Królestwa, RUNA 2003)
- Beznogi tancerz ("Fenix" nr 98, 2000, zbiór opowiadań Obrońcy Królestwa, RUNA 2003)
- Diorama ("Fenix" nr 101, 2001)
- Zwierciadło, mikropowieść (antologia Wizje alternatywne 4, Solaris 2002)
- Żarna niebios ("Fenix" nr 106, 2001, antologia Zajdel 2002, Fabryka Słów 2003)
- Światło w tunelu (zbiór opowiadań Obrońcy Królestwa, RUNA 2003)
- Zobaczyć czerwień (zbiór opowiadań Obrońcy Królestwa, RUNA 2003)
- Dopuszczalne straty (zbiór opowiadań Obrońcy Królestwa, RUNA 2003)
- Smuga krwi (zbiór opowiadań Obrońcy Królestwa, RUNA 2003)
- Serce wołu (antologia PL+50. Historie przyszłości, Wydawnictwo Literackie 2004)
- Więzy krwi (antologia Demony, Fabryka Słów 2004)
- Spokój Szarej Wody (antologia Małodobry, Fabryka Słów 2004)
- Smutek (antologia Wizje alternatywne 5, Solaris 2004)
- Szkarłatna Fala (zbiór opowiadań Deszcze Niespokojne, Fabryka Słów 2005)
- Smok tańczy dla Chung Fonga (antologia Księga smoków, RUNA 2006)